# Wandalin (Białoruś)
Wandalin (biał. Вандалін, Wandalin; ros. Вандалин, Wandalin) – wieś na Białorusi, w obwodzie brzeskim, w rejonie żabineckim, w sielsowiecie Krzywlany.

## Historia
Dawniej osada. W XIX i w początkach XX w. położony był w Rosji, w guberni grodzieńskiej, w powiecie prużańskim, w gminie Murawiewskiej.
W dwudziestoleciu międzywojennym leżał w Polsce, w województwie poleskim, w powiecie kobryńskim, do 18 kwietnia 1928 w gminie Matiasy, następnie w gminie Żabinka. W 1921 miejscowość liczyła 23 mieszkańców, zamieszkałych w 2 budynkach, w tym 20 Białorusinów i 3 Polaków. Wszyscy mieszkańcy byli wyznania prawosławnego. W źródłach z tego okresu osada występuje także pod nazwą Wandalin-Baranowszczyzna.
Po II wojnie światowej w granicach Związku Sowieckiego. Od 1991 w niepodległej Białorusi.